# Pasquale Belli
Pasquale Belli (Roma, 3 dicembre 1752 – Roma, 31 ottobre 1833) è stato un architetto italiano.
Nato a Roma dal padre Giambattista e dalla madre Annunziata Mirabelli di Arezzo. Istruito all'arte del disegno dall'Accademico Lorenzo Pecheux di Lione, passa allo studio dell'architettura con i maestri Pietro Camporese e Giovanni Antinori.
Esegue lavori a Tivoli, Terracina, Foligno e Valmontone. Nel 1810 viene eletto accademico di San Luca.
Dopo l'incendio che distrusse la Basilica di San Paolo fuori le mura, viene incaricato dal papa Leone XII di dirigere i lavori di ricostruzione della basilica.
Muore a Roma il 31 ottobre 1833 e viene sepolto nella chiesa dell'Accademia, SS. Luca e Martina.